# Conservatório de Música do Rio de Janeiro

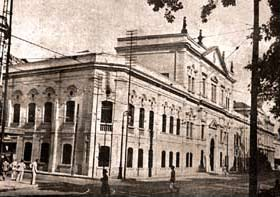
Museu Imperial onde funcionou o Imperial Conservatório de Música entre 1848 e 1854.

O Conservatório de Música do Rio de Janeiro, também conhecido como Imperial Conservatório de Música, foi um conservatório brasileiro de ensino de música, sediado na cidade carioca do Rio de Janeiro, fundado em 1841, foi a primeira instituição do gênero criada no Brasil, servindo de modelo para as instituições posteriores, como o Conservatório Carlos Gomes (1895) na cidade paraense de Belém, o Instituto de Música da Bahia (1897) e, o Conservatório Dramático e Musical de São Paulo (1904).
Sendo uma escola de grande prestígio, desempenhou um papel significativo na vida musical carioca no Segundo Reinado, formando artistas e organizando concertos. Músicos ilustres foram alunos da instituição como Carlos Gomes, Henrique Alves de Mesquita e Anacleto de Medeiros.
Após várias mudanças de sedes, administrações e de nomes, é a atual Escola de Música da Universidade Federal do Rio de Janeiro.

## História

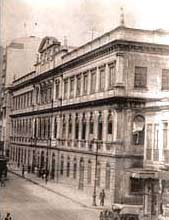
Academia Imperial de Belas Artes que abrigou o Imperial Conservatório de Música de 1855 a 1872.

Até meados do século XIX, o ensino musical do Rio de Janeiro era feito através de aulas particulares, destacando-se na época como professor o Padre José Maurício Nunes Garcia (1767-1830), então Mestre da Capela Imperial e mais importante compositor brasileiro de seu tempo.
Francisco Manuel da Silva, um de seus alunos e autor do Hino Nacional Brasileiro, fundou a Sociedade Musical de Beneficência, uma entidade que objetivava defender os interesses dos profissionais de música de sua época. Sendo assim, o órgão solicitou patrocínio ao governo imperial para a criação de um conservatório de música com o objetivo de formar novos artistas para as orquestras e coros do Rio de Janeiro.
O conservatório foi instituído por um decreto imperial em 27 de novembro de 1841 e regulamentado em 21 de janeiro de 1847, porém as atividades de fato só iniciaram em 13 de agosto de 1848. A instituição foi instalada em um salão do Museu Imperial da época, localizado n antigo prédio do Arquivo Nacional da Praça da República, sendo Francisco Manuel da Silva seu primeiro diretor.
Em 1855 o conservatório deixou a sua primeira sede, mudando-se para o prédio da Academia Imperial de Belas Artes, que passou a cuidar da sua administração. Nesse ano organizou-se o regime de concursos para a escolha de mestres e a instituição de prêmios de viagens ao exterior para aperfeiçoamento de seus alunos. 

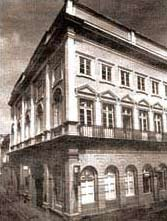
Primeira sede própria inaugurada em 1872.

Em 1872 , na data de 9 de janeiro, a Princesa Isabel inaugurou a primeira sede própria do conservatório, que passou a ocupar o edifício onde hoje funciona o Centro Municipal de Arte Hélio Oiticica.
Após da morte de Francisco Manuel da Silva, Dr. Thomas Gomes dos Santos assumiu o cargo de diretor da instituição. Em sua gestão foi elaborado um novo estatuto que reorganizou a instituição o e criou novas cadeiras, possibilitando a contratação de diversos professores. Seus sucessores imediatos foram Antônio Nicolau Tolentino e Ernesto Gomes Maia.
Após a Proclamação da República, o conservatório teve seu nome alterado pelo decreto nº. 143, de janeiro de 1890, e passou a chamar-se Instituto Nacional de Música. O compositor Leopoldo Miguez passou a ser seu diretor e sua gestão foi marcada por melhorias, onde foram adquiridos instrumentos musicais, aparelhos de acústica e livros para o instituto.
Em 1913, na gestão de Alberto Nepomuceno, o conservatório transferiu-se para uma nova sede na rua do Passeio, onde está localizado atualmente. Seu currículo e seu regimento interno foram reformulados para atender ao crescente número de alunos. Foram abertos concursos para contratação de docentes e foi criada a Congregação da instituição, como órgão deliberativo, composta de todos os professores e de três membros honorários por ela indicados, com o objetivo de descentralizar o poder da direção. Nepomuceno também foi responsável pela organização da biblioteca, que hoje leva seu nome, criada por seu antecessor Miguez.

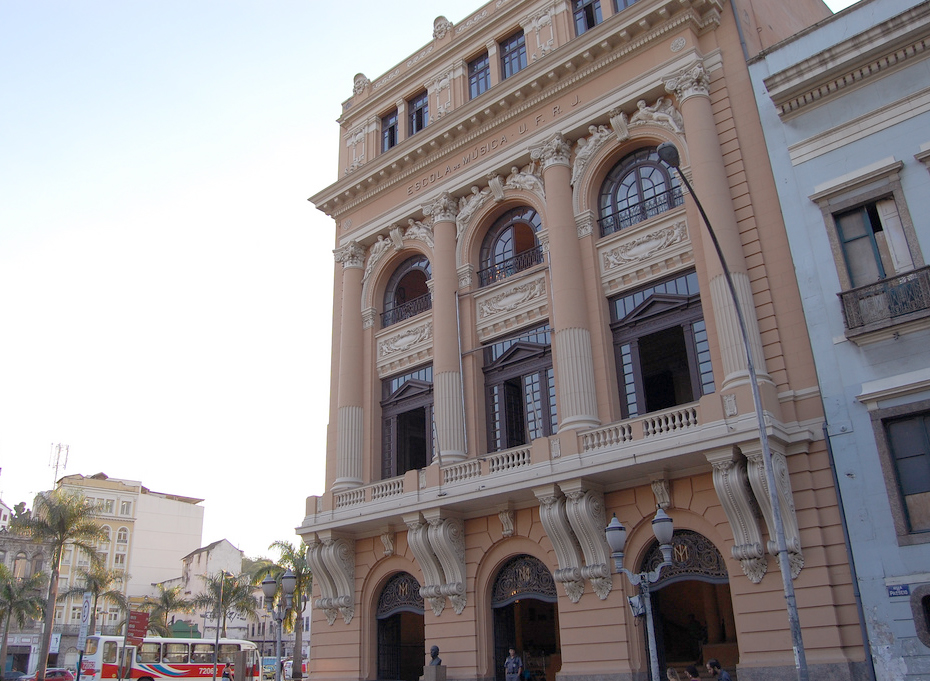
Atual Escola de Música da Universidade do Rio de Janeiro.

Em 1922, sob a direção de Abdon Milanez, foi inaugurado o Salão Leopoldo Miguez. Inspirado na Salle Gaveau de Paris, seu interior é decorado com afrescos de Antônio Parreiras e Carlos Oswald. É uma das principais salas de concertos do Brasil, sendo conhecida pela excelência de sua acústica. 
No ano de 1923, na gestão de Alfredo Fertin de Vasconcelos, foi formada a primeira orquestra estável do instituto, regida por Francisco Braga. Em 1930, sob a administração de Luciano Gallet, iniciou-se uma nova reforma curricular que foi comandada por Mário de Andrade e Antônio de Sá Pereira. As mudanças foram implementadas somente durante a administração de Guilherme Fontainha em 1934, quando o instituto encerrou suas atividades como instituição autônoma e foi incorporado à Universidade do Rio de Janeiro. 
Em 1937 a Universidade do Rio de Janeiro passa a chamar-se Universidade do Brasil e o Instituto Nacional de Música torna-se a Escola Nacional de Música. Em 1965, por força do Decreto nº. 4.759, a Universidade do Brasil transformou-se em Universidade Federal do Rio de Janeiro e a Escola Nacional de Música converteu-se na Escola de Música da Universidade Federal do Rio de Janeiro.
Com mais de 170 anos de existência, importantes nomes já foram docentes da instituição como Francisco Mignone, Lorenzo Fernández, José de Lima Siqueira, Oscar Borgeth, Iberê Gomes Grosso e Arnaldo Estrela. Atualmente a instituição oferece cursos regulares nas seguintes modalidades: extensão universitária (curso de musicalização infantil, básico e intermediário), graduação (bacharelado e licenciatura) e pós-graduação.

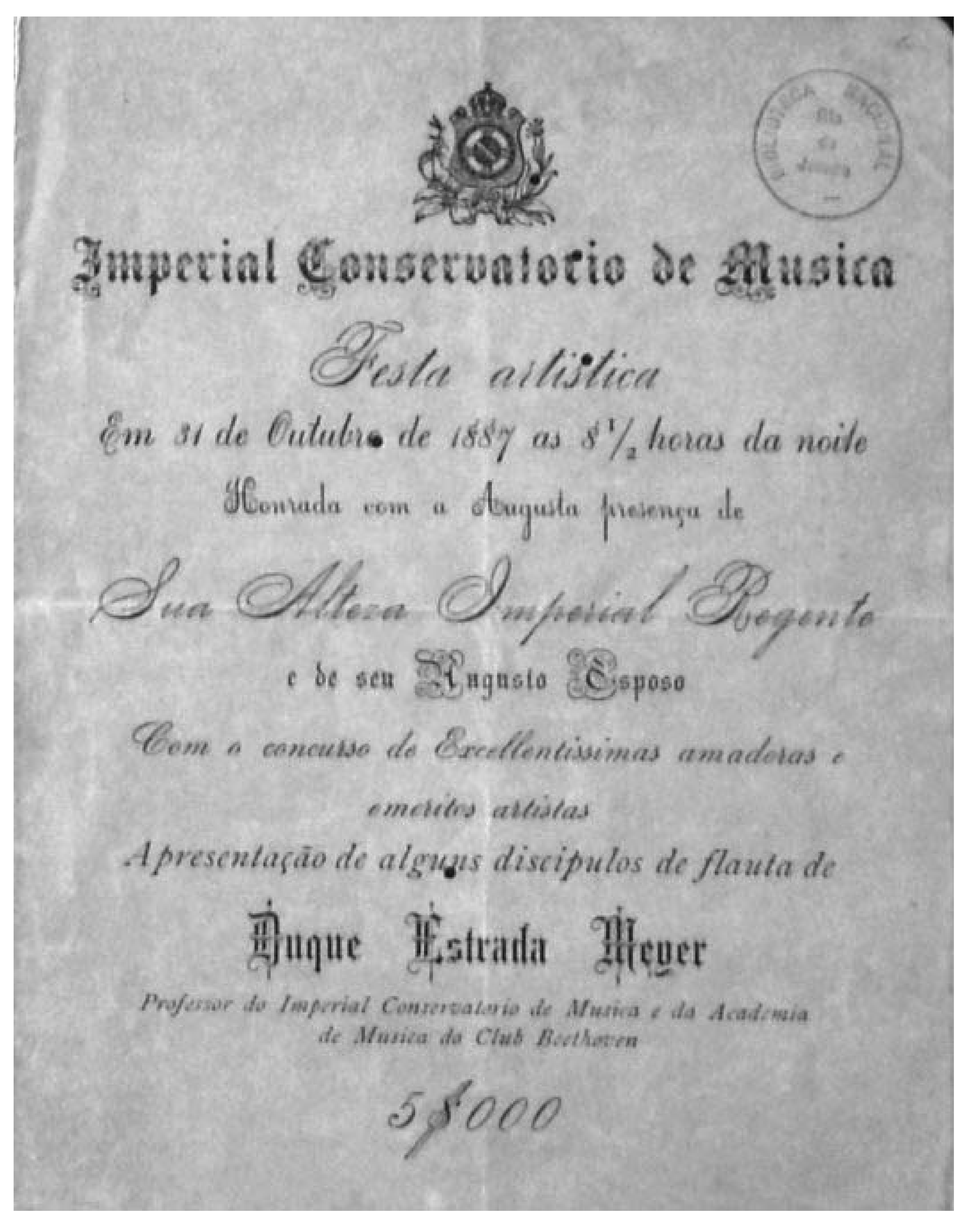
Documento de 1887.